# Саут Томс Ривер (Њу Џерзи)
Саут Томс Ривер (енгл. South Toms River) град је у америчкој савезној држави Њу Џерзи.

## Демографија
По попису из 2010. године број становника је 3.684, што је 50 (1,4%) становника више него 2000. године.
| Група             | 2000.         | 2010.         |
| Белци             | 2.457 (67,6%) | 2.174 (59,0%) |
| Афроамериканци    | 769 (21,2%)   | 712 (19,3%)   |
| Азијати           | 25 (0,7%)     | 23 (0,6%)     |
| Хиспаноамериканци | 337 (9,3%)    | 718 (19,5%)   |
| Укупно            | 3.634         | 3.684         |